# آتشفشان آنتکو
آتشفشان آنتکو (به اسپانیایی: Volcán Antuco) یک کوه و آتشفشان در شیلی است که در استان بیوبیو واقع شده‌است. آتشفشان آنتکو ۲٬۹۷۹ متر بالاتر از سطح دریا واقع شده‌است.